# Nijole Mons
Il Nijole Mons è una struttura geologica della superficie di Venere.